# Leirsund Station
Leirsund Station (Leirsund stasjon) er en jernbanestation på Hovedbanen i Norge. Stationen ligger 108,4 meter over havet, 26,9 km fra Oslo S. Den består af et enkelt spor med perron, en ventesal i gulmalet træ og en parkeringsplads.
Den første station i området åbnede som trinbræt i 1859, fem år efter anlæggelsen af Hovedbanen. Oprindeligt hed den Gamle Leersund, men den skiftede navn til Leersund i 1864, Lersund i 1878 og endelig til Leirsund 1. juli 1902. Den blev opgraderet til station 20. marts 1865. Stationen lå ved km 26,66, noget tættere på Rolf Olsens vei end den nuværende station. Gamle billede viser en stationsbygning, der ligner Heinrich Ernst Schirmer og Wilhelm von Hannos på strækningen men tilsyneladende med en betydelig udvidelse. Ved siden af stationsbygningen stod der tidligere et pakhus, og længere mod nord på den vestlige side af sporet lå der en baneformandsbolig med udhus og garage.
I 1997 blev banen ombygget i forbindelse med anlæggelsen af Gardermobanen, og i den forbindelse blev stationen erstattet af en ny længere mod nord. Denne åbnede 6. april 1997.